# Hjalmar Isander

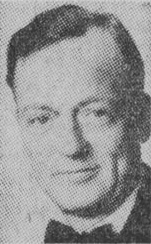
Hjalmar Isander

Hjalmar Emil Isander, född 29 mars 1911 i Ramnäs församling, Västmanlands län, död 13 oktober 1975, var en svensk arkitekt. 
Isander, som var son till provinsialläkare Hjalmar Isander och Helmi Flygare, utexaminerades efter studentexamen i Linköping 1930 från Kungliga Tekniska högskolan 1939. Han var anställd hos arkitekt Nils G. Brink 1939–1942, biträdande stadsplanearkitekt i Karlskoga stad 1942–1950 och stadsarkitekt i Härnösands stad från 1950.